# Корецкие

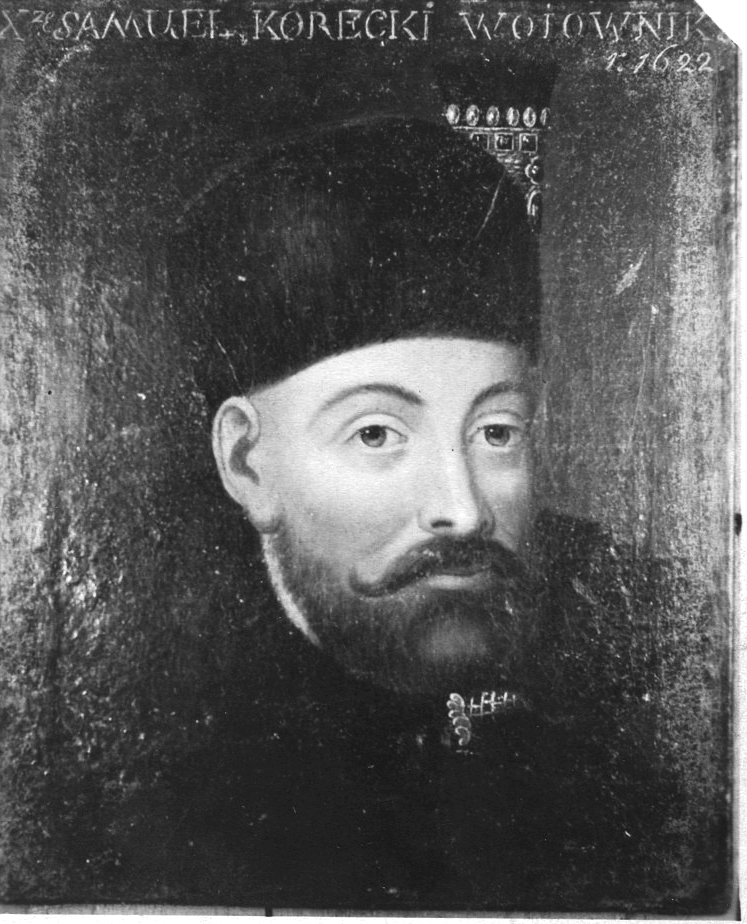
Князь Самуил Корецкий

Корецкие (пол. Korecki) — угасший в середине XVII века русско-литовский княжеский род герба «Погоня» из числа Гедиминовичей, владевших одноимённым удельным княжеством. Род внесён в Бархатную книгу.
Его представители производили себя от Патрикея Наримунтовича (по другой родословной росписи, от Дмитрия-Корибута Ольгердовича). Принято считать, что Патрикеевы внуки Симеон и Василий основали две ветви — московскую (вскоре утратила княжеский титул и стала боярским родом) и литовскую. В состав владения последних — известного как Кореччина — входило 65 сёл и 5 городов: Кыликиев, Маренин, Межирич, Тарговиц и являвшийся центром вотчины волынский город Корец. Основной резиденцией князей служил Корецкий замок.

## Известные представители
- Три князя Корецких (Василий, Лев и Александр Ивановичи) пали в битве под Сокалем в 1515 г. Их старшие братья Фёдор и Иван совместно владели Корцем; после смерти Ивана его единственная дочь Анна (ум.1532) принесла 1/2 Корца в приданое своему мужу князю Ивану Васильевичу Масальскому, именовавшемуся Масальским-Корецким.
- Князь Богуш Корецкий (р. ок.1510, ум. 1576), староста Житомирский (1539—1548), Брацлавский и Винницкий (1548—1576), а с 1560 г. — и Луцкий, воевода Волынский (1572—1576), выкупил в 1532 г. принадлежавший Масальским часть Корца. Он отличился в походах против татар в 1549—1550 гг., защищая вместе с Бернардом Претвичем южные границы Великого княжества Литовского, при этом часто взаимодействовал с запорожскими казаками. В 1569 г. он подписал акт присоединения Волыни к Коронным землям Речи Посполитой.
- Его сын князь Юхым Богушевич (ум. 1612), будучи зятем Яна Ходкевича, первым из Корецких принял и активно насаждал на Волыни унию.
- Сын Юхыма, князь Самуил Корецкий (1586—1622), — предводитель казаков, с которыми участвовал в походах на Москву во время Смутного времени. С оружием в руках поддерживал притязания рода Могил (к которому принадлежала его жена) на господарский престол в Молдавском княжестве. Задушен турками в Семибашенном замке.

Из князей Корецких происходили жёны Андрея Дмитриевича Можайского и Константина Ивановича Острожского. Род Корецких пресекся в мужском поколении со смертью в 1651 г. внука Юхыма князя Самуила-Кароля Корецкого, принимавшего участие во многих сражениях в Штирии, Австрии и Нидерландах, а также на стороне поляков против восставших украинских казаков в 1648—1649 гг. (в битвах при Жёлтых Водах, Корсуне, Збараже и Зборове). 
Одна из дочерей Юхыма, Изабелла (ум. 1669), вступила в 1617 г. в Клевани в брак с князем Михаилом Юрием Чарторыйским. От этого союза происходят все последующие Чарторыйские. Сам Корец после смерти последнего князя Корецкого унаследовал её младший сын Ян Кароль. Он именовался князем на Корце и Олексичах и был родоначальником младшей (корецкой) ветви Чарторыйских, угасшей в 1810 г.

## Герб Корецких
Согласно данным Лакиера (основывающегося, в свою очередь, на гербовнике Несецкого), гербом Корецких была Погоня первого вида, то есть скачущий всадник с подъятым мечом (рис. 1). Однако, как показывают последние исследования Однороженко, Погоня этого вида становится неизменным гербом Корецких только с 1601 г. (до этого на печатях представителей рода использовались различные изображения). Современные польские источники приводят в качестве герба Корецких — Малую Погоню другого вида (как показано на рис. 2), но её принадлежность вызывает серьёзные сомнения.